# Ammotrechula
Genre
Ammotrechula est un genre de solifuges de la famille des Ammotrechidae.

## Distribution
Les espèces de ce genre se rencontrent dans le Sud de l'Amérique du Nord, en Amérique centrale et dans le Nord de l'Amérique du Sud.

## Liste des espèces
Selon Solifuges of the World (version 1.0) :
- Ammotrechula boneti Mello-Leitão, 1942
- Ammotrechula borregoensis Muma, 1962
- Ammotrechula catalinae Muma, 1989
- Ammotrechula gervaisii (Pocock, 1895)
- Ammotrechula lacuna Muma, 1963
- Ammotrechula mulaiki Muma, 1951
- Ammotrechula peninsulana (Banks, 1898)
- Ammotrechula pilosa Muma, 1951
- Ammotrechula saltatrix (Simon, 1879)
- Ammotrechula schusterae Roewer, 1954
- Ammotrechula venusta Muma, 1951
- Ammotrechula wasbaueri Muma, 1962

## Publication originale
- Roewer, 1934 : Solifuga, Palpigrada. Dr. H.G. Bronn's Klassen und Ordnungen des Thier-Reichs, wissenschaftlich dargestellt in Wort und Bild. Akademische Verlagsgesellschaft M. B. H., Leipzig. Fünfter Band: Arthropoda; IV. Abeitlung: Arachnoidea und kleinere ihnen nahegestellte Arthropodengruppen, vol. 4, p. 1-723 (texte intégral).